# Minahassakerkuil
De minahassakerkuil (Tyto inexspectata) is een endemische kerkuilensoort die voorkomt op Noord-Sulawesi (Sulawesi-Utara). De vogel werd in 1879 geldig beschreven als Strix inexspectata door  Hermann Schlegel die de balgen kreeg opgestuurd uit Nederlands-Indië van Samuel Corneille Jean Wilhelm van Musschenbroek.

## Kenmerken
Deze uil is 27 tot 31 cm lang, zo groot als de Europese kerkuil. Deze kerkuil is meer warmbruin en egaler van kleur. Op Celebes komen ook de Aziatische grasuil (T. longimembris) en de sulawesikerkuil  (T. rosenbergii) voor. Deze soorten zijn groter en hebben ook een groter hartvormige "gezicht".

## Verspreiding en leefgebied
Deze soort kerkuil was vooral bekend door de collectie balgen en relatief weinig waarnemingen. Volgens een publicatie uit 2012 zijn waarnemingen gedaan in het Natuurreservaat Tangkoko Batuangus in het uiterste noordoosten van de regio Minahassa. Het is een schuwe vogel die gemakkelijk ongezien blijft en mogelijk in geschikt habitat minder zeldzaam is dan gedacht. Het leefgebied is primair regenwoud met een rijke begroeiing van klimplanten en epifyten op hoogten tussen 100 en 1600 meter boven zeeniveau. Deze uil is ook wel gezien aan de randen van enigszins aangetast natuurlijk bos.

## Status
De minahassakerkuil heeft een beperkt verspreidingsgebied en daardoor is de kans op uitsterven aanwezig. De grootte van de populatie werd in 2016 door BirdLife International geschat op 3,5 tot 15 duizend individuen en de populatie-aantallen nemen af door habitatverlies. Het leefgebied wordt aangetast door ontbossing waarbij natuurlijk bos onder de 1000 meter boven zeeniveau bijna geheel is verdwenen op Noord-Celebes en is omgezet in gebied voor agrarisch gebruik en menselijke bewoning. Ondanks deze redenen staat deze soort als niet bedreigd op de Rode Lijst van de IUCN.
Er gelden beperkingen voor de handel in deze uil, want de soort staat in de Bijlage II van het CITES-verdrag.